# 南興站
南興站（韓語：남흥역）是朝鮮民主主義人民共和國平安南道安州市的一個鐵路車站，属于南興線。

## 邻近车站
南興線
松道站 - 南興站